# Constance Marie
Constance Marie (Califórnia, 9 de setembro de 1965) e uma atriz americana mais conhecida pelo seu papel Angie na série George Lopez.

## Vida
Constance nasceu e cresceu em East Los Angeles, California, de uma terceira geração de americano-mexicano. Ela cresceu ao lado de sua mãe, uma grande artista, e de sua avó. Quando jovem, ela frequentava aulas de dança e aos 19 ela já estava num musical de sapateado chamado "Cosmopolis".
Quando ela retornou a Los Angeles, foi descoberta por um coreógrafo de dança, David Bowie, grande ícone pop.
Constance está noiva do treinador de ioga, Kent Katich. Eles tiveram uma filha juntos, Luna Marie, nascida dia 5 de fevereiro de 2009 em Santa Mônica, Califórnia.

## Carreira
Começou com um pequeno papel no filme Salsa. Depois, ela ganhou um papel da série Dirty Dancing da produtora CBS. Apareceu em outras série e até no filme Selena com Jennifer Lopez.

## Filmografia

### Televisão
| Ano           | Título                                   | Papel                    | Notas           |
| ------------- | ---------------------------------------- | ------------------------ | --------------- |
| 1989–1990     | Santa Barbara                            | Nikki Alvarez            |                 |
| 1991          | Sibs                                     |                          | 1 episódio      |
| 1992          | Reasonable Doubts                        |                          | 1 episódio      |
| 1992          | The Hat Squad                            |                          | 1 episódio      |
| 1993          | Cobra                                    | Marie                    | 1 episódio      |
| 1996          | The Sentinel                             | Beverly Sanchez          | 1 episódio      |
| 1997          | Selena                                   | Marcella Quintanilla     |                 |
| 1997          | Spin City                                | Gabrielle Sanchez        | 1 episódio      |
| 1997          | Union Square                             | Gabriella Diniz          | 1 episódio      |
| 1998–2000     | Early Edition                            | Detetive Toni Brigatte   |                 |
| 1999          | Two Guys and a Girl                      | Vanita                   | 2 episódios     |
| 2000–2001     | For Your Love                            | Samantha                 |                 |
| 2001          | Ally McBeal                              | Inez Cortez              |                 |
| 2002          | American Family: Journey of Dreams       | Nina Gonzalez            |                 |
| 2002–2007     | George Lopez                             | Angie Lopez              | 1ª–6ª temporada |
| 2003–2004     | Good Day L.A.                            | Ela mesma                | 3 episódios     |
| 2005          | Unscripted                               | Ela mesma                | 1 episódio      |
| 2008          | CSI: Crime Scene Investigation           | Detetive Carolina Flores | 1 episódio      |
| 2009          | The Secret Life of the American Teenager | Virgínia Molina          | 1 episódio      |
| 2009          | According to Jim                         | Victoria                 | 1 episódio      |
| 2011–presente | Switched at Birth                        | Regina Vasquez           |                 |

## Prêmios e indicações
- Soap Opera Digest Awards
  - 1991: Outstanding Female Newcomer (Daytime) - Santa Barbara (Indicada)

- ALMA Awards
  - 1998: Outstanding Actress in a Comedy Series - Union Square (Indicada)
  - 2007: Outstanding Actress (Television Series, Mini-Series or Television Movie) - George Lopez (Indicada)

- Young Artist Awards
  - 2004: Most Popular Mom & Pop in a Television Series - George Lopez (Indicados) with George Lopez

- Imagen Foundation Awards
  - 2004: Best Actress in Television Drama - American Family: Journey of Dreams (Indicada)
  - 2004: Best Actress in Television Comedy - George Lopez (Ganhou)
  - 2005: Best Actress (Television) - George Lopez (Indicada)
  - 2006: Best Actress (Television) - George Lopez (Indicada)
  - 2007: Best Actress (Television) - George Lopez (Indicada)